# چارلز الکوک
چارلز الکوک (به انگلیسی: Charles Alcock) بازیکن فوتبال زادهٔ ۲ دسامبر ۱۸۴۲ اهل انگلستان بود که سابقهٔ بازی در تیم ملی فوتبال انگلستان را در کارنامهٔ خود دارد. وی در تاریخ ۶ مارس ۱۸۷۵ تنها بازی ملی خود را در مقابل تیم ملی فوتبال اسکاتلند انجام داد.
این بازیکن توانسته در این بازی ملی، ۱ گل به ثمر برساند.